# Play It Loud (álbum de Slade)
Play It Loud es el segundo álbum de estudio de la banda de rock británica Slade, publicado el 28 de noviembre de 1970. Al igual que su trabajo discográfico anterior (Beginnings de 1969), el álbum no logró figuración en las listas de éxitos británicas.

## Lista de canciones
1. "Raven" (Holder, Lea, Powell) — 2:37
2. "See Us Here" (Holder, Lea, Powell) — 3:12
3. "Dapple Rose" (Lea, Powell) — 3:31
4. "Could I" (Jimmy Griffin, Robb Royer) — 2:45
5. "One Way Hotel" (Holder, Lea, Powell) — 2:40
6. "Shape of Things to Come" (Barry Mann, Cynthia Weil) — 2:18
7. "Know Who You Are" (Holder, Lea, Hill, Powell) — 2:54
8. "I Remember" (Lea, Powell) — 2:56
9. "Pouk Hill" (Holder, Lea, Powell) — 2:24
10. "Angelina" (Neil Innes) — 2:50
11. "Dirty Joker" (Lea, Powell) — 3:27
12. "Sweet Box" (Lea, Powell) — 3:25

## Listas de éxitos
| Lista (1973) | Posición | Total de semanas |
| ------------ | -------- | ---------------- |
| Canadá       | 40       | 5                |

## Créditos
- Noddy Holder - voz, guitarra
- Dave Hill - guitarra
- Jim Lea - bajo, violín
- Don Powell - batería